# Witalij Jeżow
Witalij Ołeksandrowycz Jeżow, ukr. Віталій Олександрович Єжов (ur. 30 sierpnia 1990 w Iwano-Frankiwsku) – ukraiński piłkarz, grający na pozycji pomocnika.

## Kariera piłkarska

### Kariera klubowa
Wychowanek klubów Prykarpattia Iwano-Frankiwsk i DJuSSz Dolina, barwy których bronił w juniorskich mistrzostwach Ukrainy (DJuFL). Karierę piłkarską rozpoczął w mołdawskim pierwszoligowym FC Tiraspol. Potem powrócił do domu, a w sierpniu 2011 podpisał kontrakt z Prykarpattia Iwano-Frankiwsk. W 2012 grał w amatorskim zespole Prut Delatyn.